# Zona hostil
Zona hostil  es una película bélica española basada en un suceso real del Ejército español en Afganistán. Esta dirigida por Adolfo Martínez y protagonizada por Ariadna Gil, Raúl Mérida, Roberto Álamo y Antonio Garrido.
La película contó con un presupuesto cercano a los 5 millones de € y tuvo gran apoyo del ejército español, que llegó a ceder 3 helicópteros de carga Chinook y 2 de ataque Tigres. Fue estrenada el 10 de marzo de 2017. Tuvo una recaudación de 874.360€ y cerca de 145.000 espectadores. Rodada en diferentes puntos de España, contó con la colaboración en el rodaje de las propias Fuerzas Armadas españolas.

## Sinopsis
Afganistán, misión ISAF, año 2012. Dos soldados estadounidenses heridos son protegidos por el teniente Conte (Raúl Mérida) de la Legión Española, hasta que estos puedan ser evacuados. La capitán Varela (Ariadna Gil), médico militar, acude al rescate en un helicóptero Super Puma del Ejército Español, pero durante el aterrizaje este queda atrapado en el terreno. El comandante Ledesma (Antonio Garrido) propone un arriesgado plan para rescatarlos a todos y, además, llevarse el vehículo accidentado para que los talibanes no se lo queden como un trofeo. 

### Base real

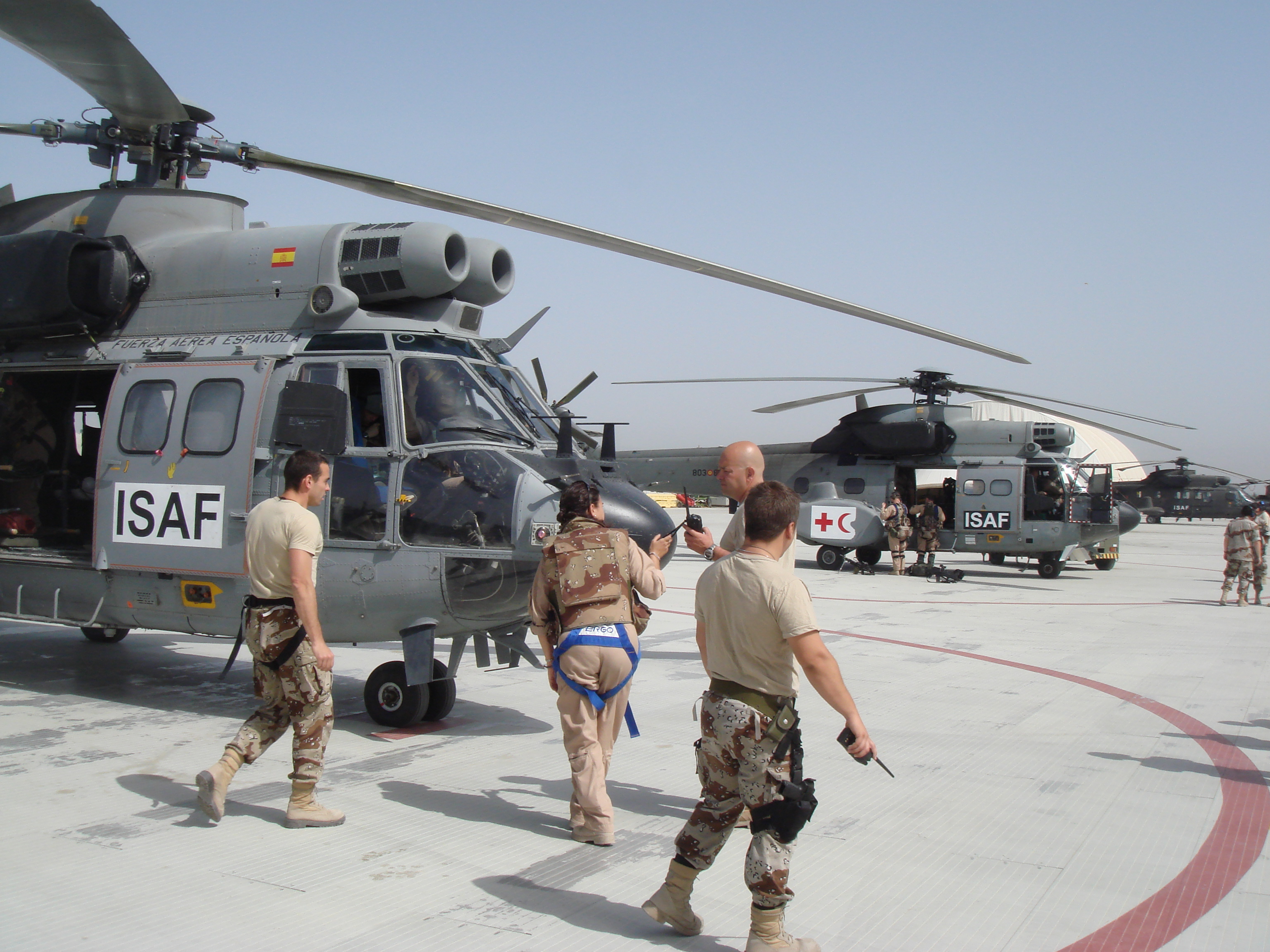
Dos helicópteros Super Puma españoles como el que se estrelló.

La película de Adolfo Martínez está basada en el suceso real ocurrido entre el 3 y el 4 de agosto de 2012: Un helicóptero Super Puma de tipo MEDEVAC, perteneciente al destacamento HELISAF, con la tripulación perteneciente al Ejército del Aire, incluyendo integrantes del Escuadrón de Zapadores Paracaidistas, vuelca al hacer tierra a las 22:20 (hora local) para rescatar a dos soldados estadounidenses en un punto situado 50 km al norte de Bala Murghab (cerca de la frontera con Turkmenistán).
A las 22:25 el otro Super Puma que actuaba como escolta abandona el lugar tras informar a los mandos debido a que ha entrado en la reserva de su combustible. Durante el tiempo que tardó en llegar el grupo de rescate, los soldados españoles, miembros del cuerpo del. EZAPAC, debieron enfrentarse a cuatro embestidas de insurgentes que se estiman en más de un centenar de paramilitares.
A las 11:55 del día 4 de agosto, el convoy aéreo de rescate formado por dos helicópteros Chinook flanqueados por dos helicópteros de ataque del Ejército italiano AW129 Mangusta llegan a la zona (En la película son helicópteros Eurocopter Tigre españoles, aunque estos no llegaron a Afganistán hasta 2013; pero no se pudo conseguir ningún Mangusta para la película). Los helicópteros de ataque se adelantan para hacer huir la cuarta embestida de los insurgentes. Para las 12:37 el convoy con los soldados y el Super Puma cargados llegaron a la base de Qala i Naw.

## Reparto
| Personaje           | Actor                 |
| ------------------- | --------------------- |
| Capitán Varela      | Ariadna Gil           |
| Teniente Conte      | Raúl Mérida           |
| Capitán Torres      | Roberto Álamo         |
| Comandante Ledesma  | Antonio Garrido       |
| Cabo Sánchez        | Ingrid García-Jonsson |
| Soldado Norris      | Leander Vyvey         |
| Sargento 1º Aguilar | Jacobo Dicenta        |
| Cabo 1º Carranza    | Ismael Martínez       |
| Alférez Abda        | Nasser Saleh          |

## Estrenos y distribución internacional
La película fue preestrenada en Maestro Padilla, contando la mayoría de las entradas de la sesión con miembros de la Legión Española así como con la presencia de la ministra española de Defensa, María Dolores de Cospedal.
Además de en España, la película se ha visionado en cines de Francia, China, Corea del Sur y Japón, donde la película se tradujo en ocasiones como Rescue Under Fire (Rescate bajo fuego en español)